# Valeriano Fiorin
Valeriano Fiorin (Arzergrande, 27 settembre 1966) è un allenatore di calcio ed ex calciatore italiano, di ruolo centrocampista.

## Carriera

### Giocatore
Cresciuto nel Cesena, esordisce in Serie C1 con il Parma vincendo il campionato. Disputa con il club emiliano altre tre stagioni tutte in Serie B. Nel 1989 passa al Genoa neopromosso in Serie A dove rimane poco più di quattro stagioni (storico un suo gol a Marassi contro il Liverpool con un gran tiro di esterno sinistro), prima di scendere di categoria accasandosi al Palermo.
Nel 1995 viene acquistato dal Torino che lo gira subito in prestito al Venezia per poi riaccoglierlo per una stagione prima di cederlo.
Dal 1997 peregrina per molti campi (Foggia, Siena e Carrarese), riavvicinandosi a casa prima con un triennio al Rovigo e poi alla Piovese dove si ritira dal calcio giocato all'età di 41 anni.

### Allenatore
Nel gennaio 2007 diviene allenatore-giocatore della Piovese, incarico che ricopre fino all'aprile del 2008 quando viene rimosso assieme al suo vice Filippo Maniero, salvo essere poi richiamato il mese successivo nelle fasi finali del campionato. Successivamente viene riallontanato dal club. Dalla stagione 2010-2011 è alla guida del Pozzonovo, squadra della provincia di Padova che militava in Promozione. Inoltre è stato allenatore del Casalserugo. Nel 2016 diventa vice di Giuseppe Sannino alla Salernitana, in Serie B.
Nel 2020 assume l'incarico di allenatore alla guida dell'Azzurra Due Carrare, squadra della provincia di Padova militante in Promozione. Subentra a stagione in corso garantendo la salvezza e per questo guadagnandosi la riconferma. Nella stagione 2021/2022 raggiunge facilmente la salvezza. Lascia l'incarico a fine stagione.
A ottobre 2022 diventa allenatore dell'Euganea Rovolon Cervarese, sempre nella Promozione padovana sino alla Primavera 2023, stagione che si conclude con la retrocessione in Prima Categoria dopo il Playout perso.
Viene richiamato a dirigere la stessa squadra il 20 Febbraio 2024 in Prima Categoria subentrando a 11 giornate dalla fine vincendo il campionato. La stagione successiva perde in finale lo spareggio per il primo posto, salvo poi essere ripescato nel campionato di Eccellenza.

## Palmarès

### Individuale
- Capocannoniere della Coppa Mitropa: 1

1990 (2 gol) a pari merito con Lorenzo Scarafoni e Pavel Kuka